# سیارک ۹۳۸۴
سیارک ۹۳۸۴ (به انگلیسی: 9384 Aransio، نامگذاری:1993TP26) نه هزار و سیصد و هشتاد و چهارمین سیارک کشف شده‌است که در ۹ اکتبر ۱۹۹۳ کشف شد.
قدر مطلق سیارک برابر ۱۳٫۱۰ است.